# Pedaliodes hopfferi
Pedaliodes hopfferi är en fjärilsart som beskrevs av Otto Staudinger 1888. Pedaliodes hopfferi ingår i släktet Pedaliodes och familjen praktfjärilar. Inga underarter finns listade i Catalogue of Life.